# 米哈埃拉·洛金
米哈埃拉·洛金（羅馬尼亞語：Mihaela Loghin，1952年6月1日—），罗马尼亚女子田径运动员，主攻铅球。她曾代表罗马尼亚参加1984年夏季奥林匹克运动会田径比赛，获得女子铅球银牌。